# Апоскеп
А̀поскеп или понякога Апоскепо (на гръцки: Απόσκεπος, Апоскепос) е село в Егейска Македония, Република Гърция, в дем Костур (Кастория), област Западна Македония.

## География
Селото е разположено в Костурската котловина, на река Сушица, на 5 km северозападно от демовия център Костур (Кастория) на първокласния път за Лерин (Флорина).

## История

### В Османската империя
В османските данъчни регистри от средата на XV век Пескопос е споменато с 10 семейства на Никола, Яно, Йорг, Петро, Михо, Койос, Доброслав, Йорг, Алекса и Душман, и една вдовица Кала. Общият приход за империята от селото е 686 акчета.
Александър Синве („Les Grecs de l’Empire Ottoman. Etude Statistique et Ethnographique“), който се основава на гръцки данни, в 1878 година пише, че в Апоскеви (Aposkevi) живеят 600 гърци.
В „Етнография на вилаетите Адрианопол, Монастир и Салоника“, издадена в Константинопол в 1878 година и отразяваща статистиката на населението от 1873 година, Апоскен (Aposkène) е посочено като село в Костурска каза с 90 домакинства и 290 жители българи. В края на XIX век в А̀поскепе открито българско училище. В него в учебната 1883 – 1884 година преподава Никола Скънеца.
Гръцка енциклопедия от 1890 - 1891 година пише: „Апоскеп, село в Македония, лежащо северозападно от Костур и обитавано от около 450 българогласни християни.“
Според статистиката на Васил Кънчов („Македония. Етнография и статистика“) в 1900 А̀поскеп има 740 жители българи християни.
На Етнографската карта на Битолския вилает на Картографския институт в София от 1901 година Апоскеп е чисто българско село в Костурската каза на Корчанския санджак със 114 къщи.
В 1902 година според гръцка статистика в селото има 107 семейства, от които 66 екзархийски и 41 патриаршистки, като за патриаршистите има гръцко училище с 25 ученици.
Селото пострадва силно през Илинденско-Преображенското въстание, когато е изгорено от турските войски, а 15 местни жители са изклани в местността Ковачо. Край самото село се води кръвопролитно сражение между въстанически сили и турски части. Според друг източник са изгорени всичките 120 къщи и петима души са убити – Наум Майстор, Спасо Шольов, свещеник Михаил, Лазо Лукар и Нико Шумалиев.
[Апоскепъ] послѣдне изгориха въ Костурско, за това селянитѣ, слѣдъ разрушението на другитѣ села, малко се бѣха успокоили и се радваха даже, че Апоскепъ останало незакачено. Но то не бѣше за дълго: на 30 августъ селото се непълни съ войска. Казваха, че била около 300 души. Повикаха се по първитѣ селяни и имъ се поиска орѫжието. Селянитѣ се помѫчиха да убѣдятъ офицерина, че тѣ нѣматъ никакво орѫжие. Ала при все това той отдѣли 5-ма отъ тѣхъ, въ това число и селския свещеникъ Михаилъ, и съ нѣколко солдати ги изпрати въ Костуръ. Слѣдъ това офицеринътъ обясни, че той се настанява за винаги въ селото и прѣдложи на селянитѣ да му избератъ по сгодно мѣсто, дѣто да можатъ да се поставятъ чадъри за войската. За тая цѣль селянитѣ се изкачиха надъ селото и посочиха такъво едно мѣсто. Но вие знаете, че Апоскепъ се намира на с. з. отъ Костуръ на разстояние единъ часъ и подъ върха на същата планина, дѣто е разположено и с. Шестеово. Между Шестеово и Апоскепъ разтоянието е пакъ единъ часъ, само че планината надъ Апоскепъ е много по висока и камениста. Ето по тие камъни на планината бѣше хваналъ позиции отредътъ на Чакаларова. Когато войската се изкачи надъ селото, четитѣ веднага откриха огънь и я ангажираха въ сражение. Часътъ бѣше около 7 по турски. Сражението се продължи до 1 часътъ прѣзъ нощьта. Паниченъ страхъ обзе цѣлото население. То се разбѣга къмъ Костуръ. И азъ избѣгахъ съ него. Въ Костуръ военнитѣ власти не знаеха какво да правятъ. Изпратиха се войски на помощь. Тѣ бѣха се спуснали да удрятъ отъ къмъ гърба на четитѣ, ала до дѣто успѣятъ да направятъ това, отредътъ сполучилъ да се отегли. Турското население въ града се бѣше силно разлютило. Това показваше, че войскитѣ прѣтърпѣли поражение. Говорѣше се даже, че повече отъ половината войска била изтрѣбена. Двама отъ изпратенитѣ въ Костуръ селяни извадиха отъ затвора и всрѣдъ града най-мѫченически бидоха умъртвени отъ солдати и тълпа. Сутриньта едно голѣмо отдѣление войска излѣзе отъ града, нападна селото и го изгори. Другитѣ трима арстувани селяни заедно съ селския свещеникъ били прѣдадени пакъ на нѣколко солдати и къмъ селото Шестеово слѣдъ люти изтезания били умъртвени. Слѣдъ нѣколко дни намѣриха се труповетѣ имъ съвършено обезобразени.
След въстанието селото е покосено и от епидемия. Заради епидемията раздаващият помощи владика Григорий Пелагонийски не успява да посети селото и помощите са предадени на председателя на Костурската община Григорий Бейдов да ги даде на селяните. Британският журналист Хенри Брейлсфърд, посетил селото през декември 1903 година, пише:
| „ | Всички къщи освен пет-шест бяха изгорени и външният вид на селяните по непогрешим начин говореше за нужда, болести и вехнеща жизненост. Попитах за свещеника, учителя и кмета, само за да чуя, че всички те бяха умрели през изминалите две седмици. Като поразпитах още от семейство на семейство, стана ясно, че откакто са се завърнали от хълмовете след въстанието, на практика всяко домакинство е загубило свой член поради болест и в почти всяко от порутените убежища, които селяните бяха построили между обгорените руини на своите домове, поне един човек лежеше болен. Най-разпространената болест беше вид инфлуенца, напомняща в симптомите си тифус. | “ |

| Погребани в Братската могила в Апоскеп | Погребани в Братската могила в Апоскеп |
| Име                                    | Родно място                            |
| -------------------------------------- | -------------------------------------- |
| 1. Христо Лерински                     | Лерин                                  |
| 2. Кузо Загорицки                      | Загоричани                             |
| 3. Григор Загорицки                    | Загоричани                             |
| 4. Иванчо                              | Прекопана                              |
| 5. Георги                              | Шестеово                               |
| 6. Григор Шестевенчето                 | Шестеово                               |
| 7. Петър Малков                        | Шестеово                               |
| 8. Атанас Петров                       | Шестеово                               |
| 9. Лука Гульов Влашето                 | Костур                                 |
| 10. Кольо Влашето                      | Хрупища                                |
| 11. Митре Влашето                      | Кономлади                              |
| 12. Димитър                            |                                        |
| 13. Катерина                           | Костур                                 |
| 14. Анастасия                          |                                        |
| 15. Стефо                              | Костенария                             |
| 16. Андон                              | Костенария                             |
| 17. Петър Германчето                   | Герман                                 |
| 18. Стефан Германчето                  | Герман                                 |
| 19. Пандо Кляшев                       | Смърдеш                                |
| 20. Никола                             | Мокрени                                |
| 21. Петър Гайков                       | Жеравна                                |
| 22. Кузо                               | Загоричани                             |
| 23. Кузо Блацки                        | Българска Блаца                        |
| 24. Стефан Прекопанчето                | Прекопана                              |
| 25. Кольо Добролитски                  | Добролища                              |
| 26. Петър Наумов                       | Апоскеп                                |
| 27. поп Михал                          | Апоскеп                                |
| 28. Лазар                              | Апоскеп                                |
| 29. Наум                               | Апоскеп                                |
| 30. Дине                               | Апоскеп                                |
| 31. Гиро                               | Жупанища                               |
| 32. Димитър                            | Апоскеп                                |
| 33. Стасе                              | Апоскеп                                |
| 34. Иванчо Христов                     | Чърновища                              |
| 35. Христо Анд.                        | Дъмбени                                |
| 36. Васил                              | Смърдеш                                |
| 37. Илия Ставрев                       | Въмбел                                 |
| 38. Андон Брещенски                    | Брещени                                |
| 39. Вангел Попхристов                  | Брещени                                |
| 40. поп Никола                         |                                        |
| 41. Нумо Марковски                     | Косинец                                |
| 42. Стерьо                             | Костенария                             |
| 43. Гуши Влашето                       |                                        |

В А̀поскеп са погребани много дейци на ВМОРО, защото като най-близко до Костур българско село преди и след въстанието турската власт предава труповете на убитите на българската община в селото. В братска могила при гробището на селото са погребани Кузо Погончев, Митре Влаха, Петър Гайков, Христо Леринчето, Григор Ичков от Загоричани, Стефо Прекопанчето от Прекопана, Кольо и Антон от Костенарията, Димитър Шестев от Шестеово, Аргир Николов от Жупанища, Петър Наумов от А̀поскеп, Андон и Щерьо от Костенарията, Лука Гульов от Костур, Ване Христов, Григор Шестевенчето от Шестеово, Кузо Попов от Блаца, Петър Христов, Стефо Германчето, главите на обезглавените Лазар Поптрайков и Кузман Стефов и много други. В 1926 година братската могила е срината от гръцките власти.
След въстанието започва засилена емиграция към презокеанските страни. В 1905 година всички християнски жители на А̀поскеп са под върховенството на Българската екзархия. По данни на секретаря на Екзархията Димитър Мишев („La Macédoine et sa Population Chrétienne“) в 1905 година в А̀поскеп има 912 българи екзархисти и работи българско училище.
Гръцка статистика от 1905 година представя селото като смесено българо-гръцко с 320 жители българи и 300 гърци. Според Георги Константинов Бистрицки А̀поскеп преди Балканската война в 1912 година има 150 български къщи.
При избухването на войната четиринадесет души от А̀поскеп са доброволци в Македоно-одринското опълчение.
На етническата карта на Костурското братство в София от 1940 година, към 1912 година Апоскепъ е обозначено като българско селище.
В 1915 година костурчанинът учител Георги Райков пише:
| „ | 1 1/4 ч. на запад от с. Шестеово, на едно каменисто място срещу гр. Костур, е разположено българското с. А̀поскеп. Жителите на това село са чисти българи и говорят на матерния си български язик. Като такива имаха си българска църква и свещеници, българско училище и учители от същото село: единият бе Димитър Ян. Жорев, а другият Йото, когото гръцките андарти убиха заедно с попа и с още двама първенци от селото. Тъй че българското население бе претърпяло неописуеми мъки при разпространението на българската азбука в Костурския край. | “ |

### В Гърция
През войната селото е окупирано от гръцки части и след Междусъюзническата война остава в Гърция. Между 1914 и 1919 година 15, а след 1919 още 26 души от Апоскеп емигрират в България по официален път. В селото има 2 политически убийства.
Боривое Милоевич пише в 1921 година („Южна Македония“), че Апоскеп има 250 къщи славяни християни.
По време на Гръцката гражданска война част от жителите на селото го напускат и емигрират в социалистическите страни, а 12 деца от селото са изведени от комунистическите части извън страната като деца бежанци.
В селото не са заселвани гърци бежанци. След Втората световна война жителите на Апоскеп започват да се изселват в Костур, където работят в кожарската индустрия, както и отвъд океана.
Селото се занимава в производство на жито и боб, като и със скотовъдство.
| Година    | 1913 | 1920 | 1928 | 1940 | 1951 | 1961 | 1971 | 1981 | 1991 | 2001 | 2011 | 2021 |
| --------- | ---- | ---- | ---- | ---- | ---- | ---- | ---- | ---- | ---- | ---- | ---- | ---- |
| Население | 465  | 333  | 360  | 377  | 270  | 234  | 189  | 192  | 166  | 135  | 139  | 165  |

## Личности
В Апоскеп са родени редица видни български дейци, сред които най-известни са българският учител Глигор Зисов (? – 1913), българските революционери Лазар Лукаров (? – 1903), Панайот Божинов (? – 1913) и други. От Апоскеп са и гръцките дейци Зисо Узунов, Търпена Узунова и други.